# 布克斯维莱尔 (上莱茵省)
布克斯维莱尔（法語：Bouxwiller，法語發音：[buksvilɛʁ] ⓘ）是法国上莱茵省的一个市镇，位于该省南部，属于阿尔特基什区。

## 地理
布克斯维莱尔（47°30'18"N, 7°20'45"E）面积6.47 平方千米，位于法国大東部大區上莱茵省，该省份为法国东部内陆省份，是阿尔萨斯的一部分，今与下莱茵省组成了阿尔萨斯欧洲集体，其北临下莱茵省，西接孚日省，西南接贝尔福地区省，东侧沿莱茵河与德国相望，南与瑞士接壤。
与布克斯维莱尔接壤的市镇（或旧市镇、城区）包括：奥尔坦格、拉埃代尔斯多尔、松德斯多夫、费雷特、旧费雷特、迪默纳克、韦伦楚斯、菲斯利斯。
布克斯维莱尔的时区为UTC+01:00、UTC+02:00（夏令时）。

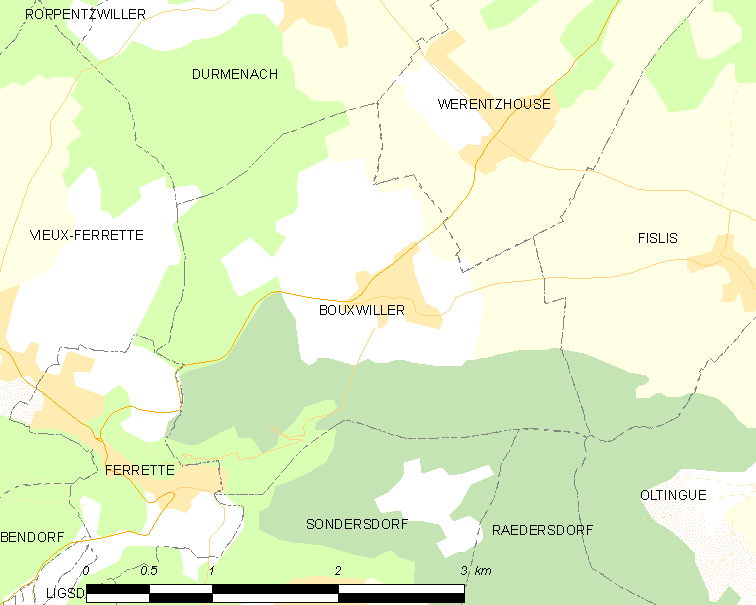
布克斯维莱尔的OSM定位图

## 行政
布克斯维莱尔的邮政编码为68480，INSEE市镇编码为68049。

## 政治
布克斯维莱尔所属的省级选区为阿尔特基什县。

## 人口

1962-2008年间布克斯维莱尔人口变化图示

布克斯维莱尔于2022年1月1日时的人口数量为430人。